# Yoron (Kagoshima)
Yoron (jap. 与論町 Yoron-chō) – miasto w Japonii, w prefekturze Kagoshima, na wyspie Yoronjima. Według danych na rok 2020 miejscowość zamieszkiwało 5 115 mieszkańców , a gęstość zaludnienia wyniosła 248,5 os./km².